# Thể thao người khuyết tật

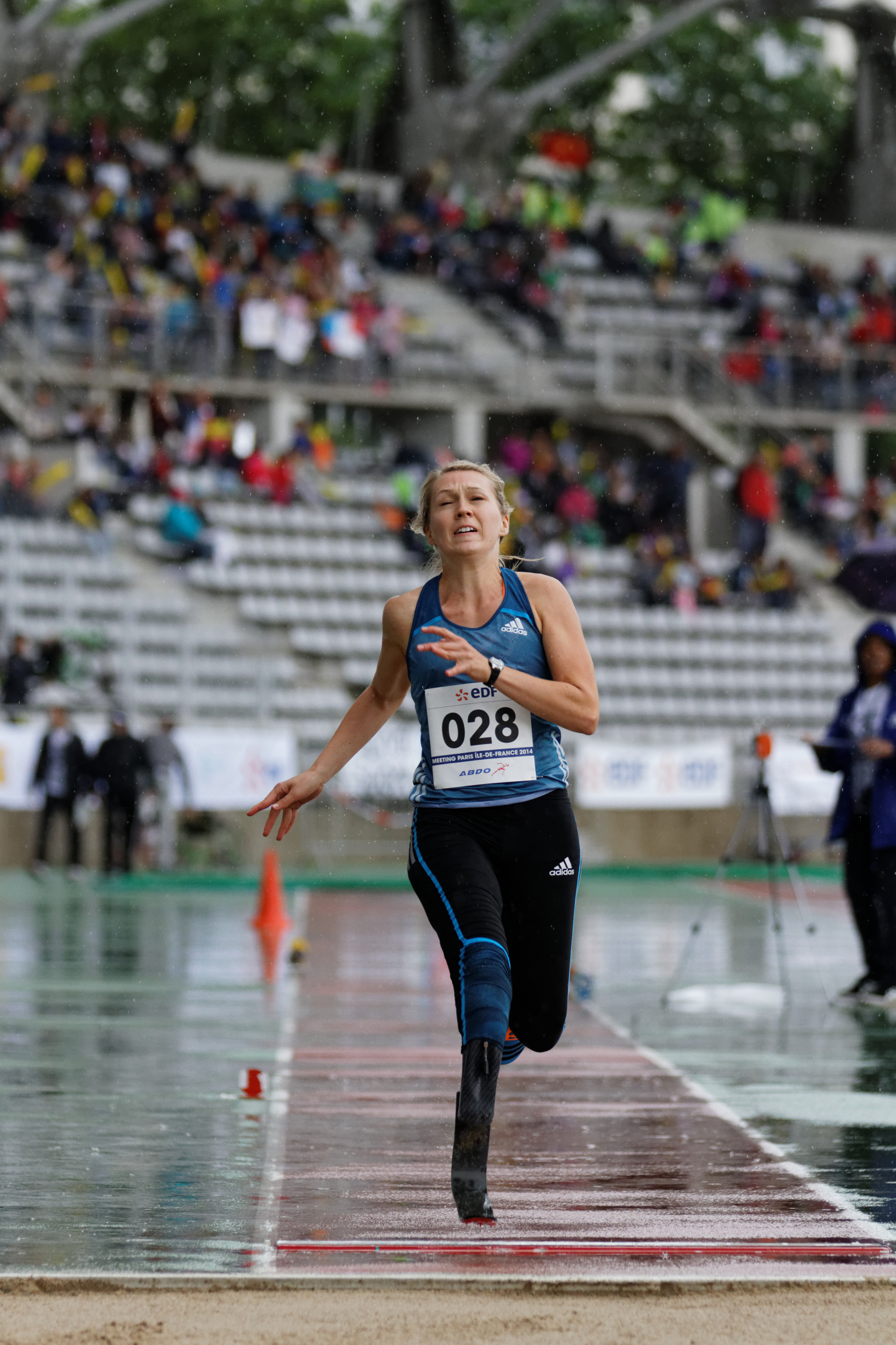
Iris Pruysen thi đấu nội dung nhảy xa tại Cuộc tụ hội Thể thao Paralympic Paris 2014.

Thể thao người khuyết tật, thể thao khuyết tật, hay parasport, là những môn thể thao được thi đấu bởi các cá nhân khuyết tật, bao gồm khuyết tất về cả thể chất và trí tuệ. Do nhiều môn thể thao khuyết tật dựa trên các môn thể thao của người khỏe mạnh, với những sửa đổi để đáp ứng với khả năng của người khuyết tật nên đôi khi chúng được gọi là các môn thể thao chuyển thể. Tuy nhiên không phải tất cả mọi môn thể thao đều được chuyển thể khi nhiều môn được sáng tạo ra dành riêng cho người khuyết tật mà không có môn của người khỏe mạnh tương ứng. Khuyết tật được phân thành bốn loại: thể chất, tinh thần, vĩnh viễn và tạm thời.

## Tổ chức và lịch sử

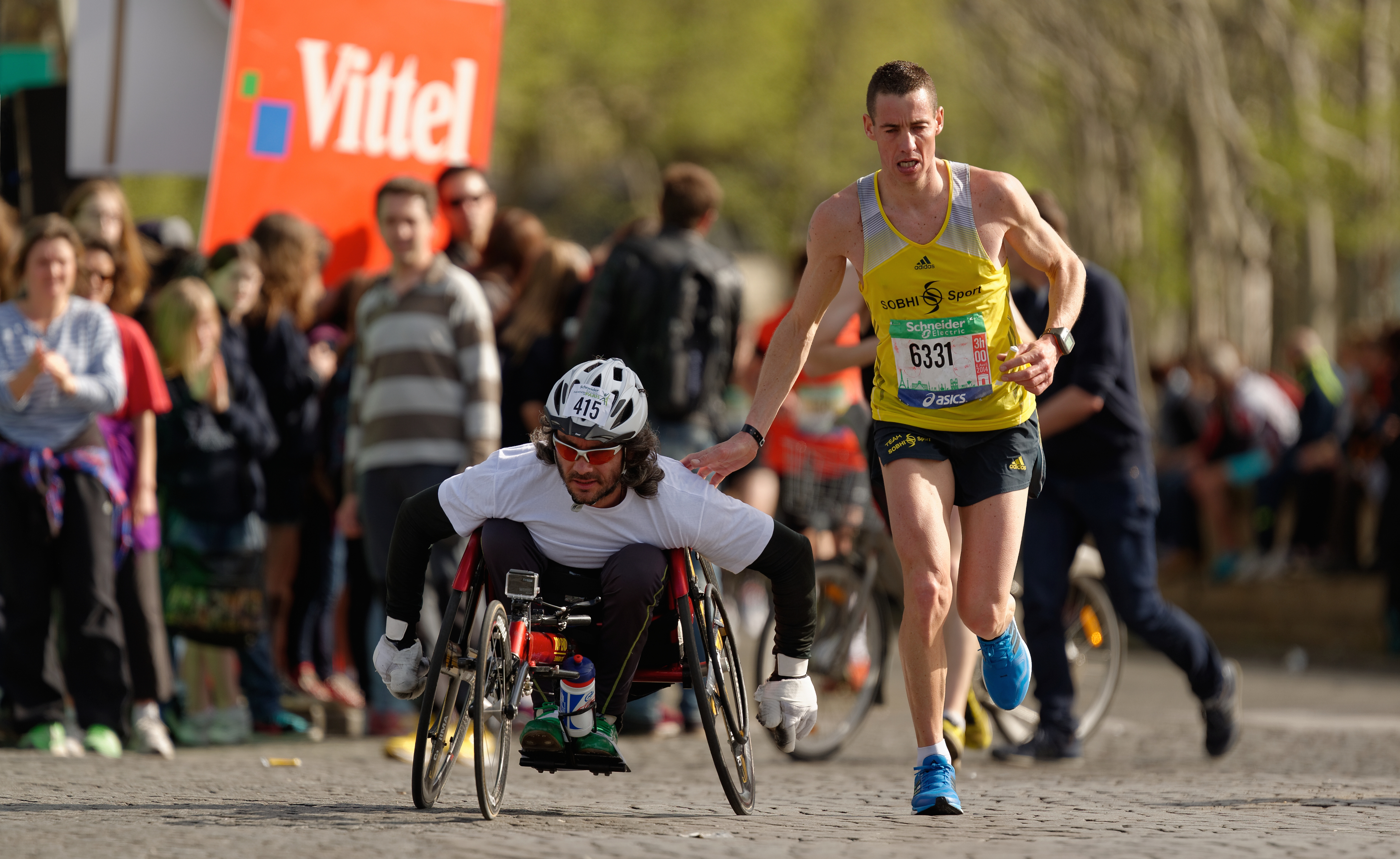
Một thí sinh đua xe lăn tại Marathon Paris năm 2014.

Thể thao có tổ chức dành cho người khuyết tật được chia thành ba nhóm khuyết tật chính: người khiếm thính, người bị khuyết tật về thể chất, và người bị thiểu năng trí tuệ. Mỗi nhóm có một lịch sử, tổ chức, chương trình thi đấu, và cách tiếp cận thể thao riêng.
Thi đấu thể thao dành cho người khiếm thính khởi đầu với Đại hội thể thao tĩnh lặng ở Paris năm 1924, do Ủy ban Thể thao khiếm thính Quốc tế, CISS, tổ chức. Các đại hội này sau đó trở thành Deaflympics, cũng do CISS điều hành. CISS duy trì tổ chức các đại hội dành riêng cho các vận động viên khiếm thính dựa trên số lượng vận động viên, do nhu cầu giao tiếp của họ trong cuộc chơi, và giao tiếp xã hội là một phần cốt yếu của thể thao.
Thể thao có tổ chức dành cho người khuyết tật thể chất tồn tại từ năm 1911, khi "Cripples Olympiad" (Thế vận hội Người tàn tật) được tổ chức ở Hoa Kỳ. Một trong những vận động viên xuất sắc nhất là Walter William Francis người xứ Wales, khi vô địch hai môn chạy và vật. Sau đó, các nội dung thi đấu thường được phát triển từ các chương trình hồi phục chức năng. Sau chiến tranh thế giới thứ hai, thể thao được coi là một phần quan trọng trong việc hồi phục chức năng cho một lượng lớn các cựu quân nhân và dân thường bị thương tật. Thể thao nhằm hồi phục chức năng trở thành môn thể thao giải trí và cuối cùng là thể thao cạnh tranh. Người đi tiên phong là Sir Ludwig Guttmann ở Bệnh viện Stoke Mandeville ở Anh. Năm 1948, khi Thế vận hội đang diễn ra ở Luân Đôn, ông tổ chức một cuộc thi dành cho các vận động viên xe lăn ở Stoke Mandeville. Đây chính là cơ sở để Stoke Mandeville Games ra đời, tiền thân của Paralympic Games hiện đại. Kỳ Paralympic đầu tiên, sau khi tên gọi được thay đổi, diễn ra tại Roma năm 1960. Năm 1975, Paralympic mở rộng dành cho cả những vận động viên cụt tay chân và khiếm thị. Người bị bại não được phép thi đấu từ năm 1980. Hiện nay, thể thao Paralympic được Ủy ban Paralympic Quốc tế điều hành liên kết với nhiều tổ chức thể thao quốc tế khác.
Thể thao cho người thiểu năng trí tuệ bắt đầu từ những năm 1960 nhờ phong trào của Special Olympics, phát triển từ chuỗi các trại hè do bà Eunice Kennedy Shriver tổ chức năm 1962. Năm 1968 kỳ Special Olympics đầu tiên được tổ chức ở Chicago. Ngày nay, Special Olympics tổ chức tập luyện và thi đấu nhiều môn thể thao cho người thiểu năng trí tuệ.
Năm 1986, Liên đoàn Thể thao Người thiểu năng trí tuệ Quốc tế (INAS-FID) được thành lập để hỗ trợ thi đấu thể thao đỉnh cao cho các vận động viên thiểu năng trí tuệ. Tổ chức này đối lập với tiêu chí "thể thao cho tất cả mọi người" của Special Olympics. Có giai đoạn các vận động viên thiểu năng trí tuệ được tham dự Paralympic. Tuy nhiên sau tai tiếng gian lận tại Paralympic Mùa hè 2000 khi nhiều vận động viên tham dự nội dung dành cho người thiểu năng trí tuệ bị phát giác là không tàn tật, thì các vận động viên thuộc INAS-FID ngay sau đó bị cấm dự Paralympic. Tuy vậy lệnh cấm bị dỡ bỏ vào năm 2010.
Năm 2006, đại hội thể thao Extremity Games được lập ra dành cho người mất tứ chi hay người bị tật ở chân tay thi đấu các môn thể thao mạo hiểm. College Park Industries, một công ty sản xuất chân giả, tổ chức sự kiện này để giúp cho các vận động viên cụt tay chân có một sân chơi thi đấu một thể loại thể thao ngày càng phổ biến. Đại hội được tổ chức thường niên vào mùa hè tại Orlando, Florida với các môn trượt ván, wakeboarding, leo núi nhân tạo, xe đạp leo núi, lướt sóng, moto-x và đua thuyền kayak. Nhiều tổ chức, ví dụ như Paradox Sports cũng ra đời để tăng cường và khuyến khích người khuyết tật thông qua việc trang bị và chào đón họ vào cộng đồng thể thao mạo hiểm.

## Góp mặt tại các kì đại hội thể thao

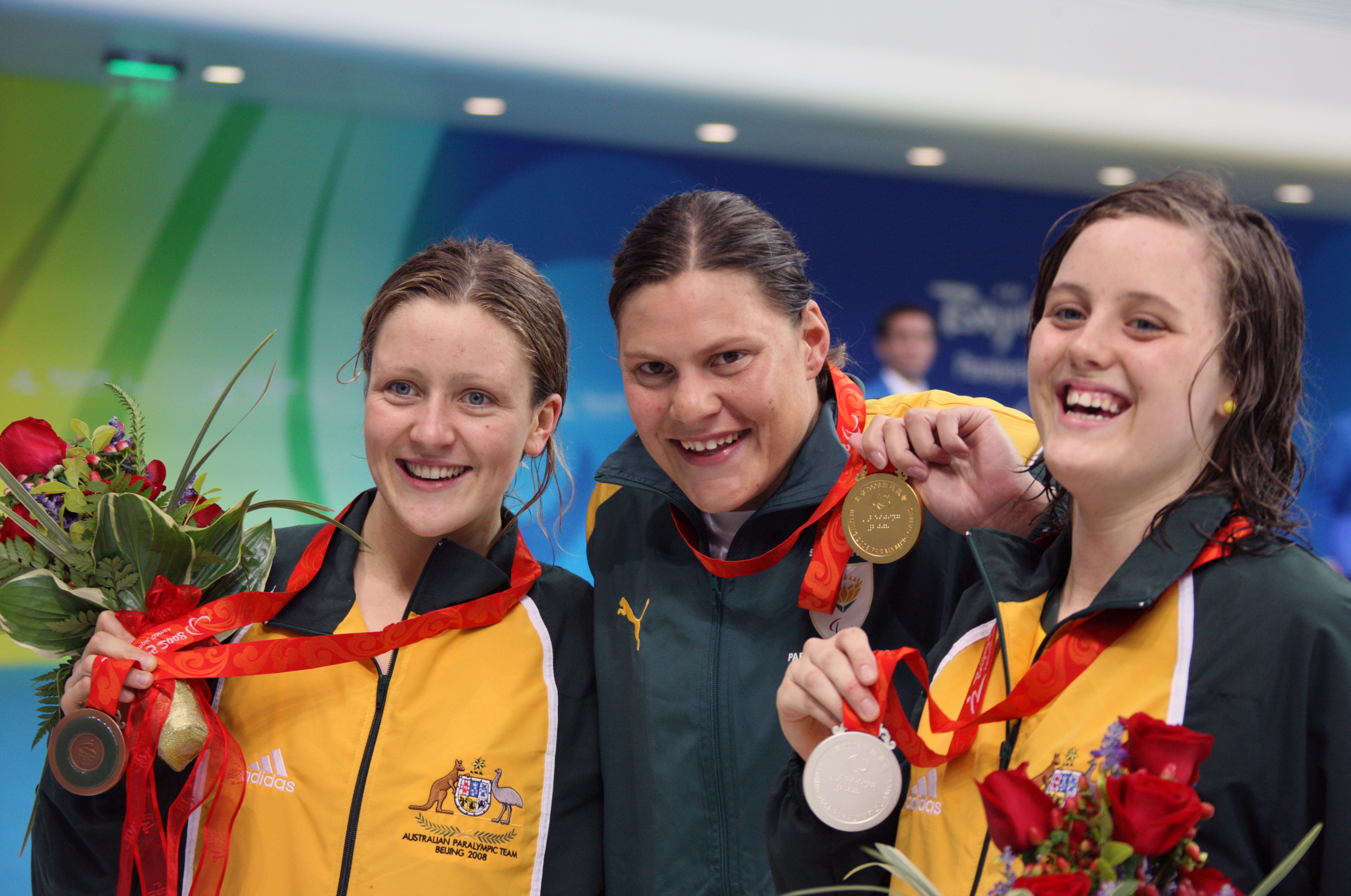
Natalie du Toit (giữa), huy chương vàng 100m bơi bướm Thế vận hội 2008

Từ cuối thập niên 1980 và đầu 1990, nhiều quốc gia và tổ chức có động thái nhằm cho phép các vận động viên khuyết tật thi đấu trong hệ thống thể thao của người khỏe mạnh. Điều này bao gồm việc thêm các nội dung khuyết tật vào trong các giải lớn như Thế vận hội và Commonwealth Games, và việc hòa nhập các vận động viên này vào các tổ chức thể thao của người không khiếm khuyết. Kể từ năm 1984, các kỳ Thế vận hội có thêm các nội dung biểu diễn cho các vận động viên Paralympic. Tuy nhiên, thành tích của các vận động viên này không được tính vào bảng tổng sắp huy chương. Tại Commonwealth Games, vận động viên khuyết tật được tham dự lần đầu tại các nội dung biểu diễn vào năm 1994, trong khi tại Đại hội thể thao Khối Thịnh vượng chung 2002 ở Manchester họ được công nhận là các thanh viên chính thức của các đoàn thể thao. Điều này đánh dấu lần đầu có một sự kiện thể thao đa môn có cả vận động viên khuyết tật và khỏe mạnh tham gia một cách chính thức.
Các vận động viên như vận động viên bơi Natalie du Toit và vận động viên điền kinh Oscar Pistorius đều đã tranh tài một cách bình đẳng với các vận động viên khỏe mạnh khác tại nhiều nội dung trong Thế vận hội.
Năm 2013 FIFA quyết định cho cầu thủ bóng đá Áo Martin Hofbauer tiếp tục thi đấu bóng đá với chân giả sau khi anh vĩnh viễn mất đi cẳng chân phải do bị ung thư.